# Святица (приток Унжи)

Святица — река в России, протекает в Никольском и Бабушкинском районах Вологодской области и Кологривском районе Костромской области. Устье реки находится в 339 км по левому берегу реки Унжа. Длина реки составляет 66 км. В 34 км от устья принимает по правому берегу реку Лупсарь
Исток Святицы расположен в Никольском районе Вологодской области близ границы с Костромской областью. Течёт по ненаселённому лесу на запад, в среднем течении образует границу областей. Крупнейшие притоки — Великая, Лаповица (левые); Пахтовица, Лупсарь (правые)

## Данные водного реестра
По данным государственного водного реестра России относится к Верхневолжскому бассейновому округу, водохозяйственный участок реки — Унжа от истока и до устья, речной подбассейн реки — Бассей притоков Волги ниже Рыбинского водохранилища до впадения Оки. Речной бассейн реки — (Верхняя) Волга до Куйбышевского водохранилища (без бассейна Оки).
По данным геоинформационной системы водохозяйственного районирования территории РФ, подготовленной Федеральным агентством водных ресурсов:
- Код водного объекта в государственном водном реестре — 08010300312110000015228
- Код по гидрологической изученности (ГИ) — 110001522
- Код бассейна — 08.01.03.003
- Номер тома по ГИ — 10
- Выпуск по ГИ — 0